# Lyceum movement

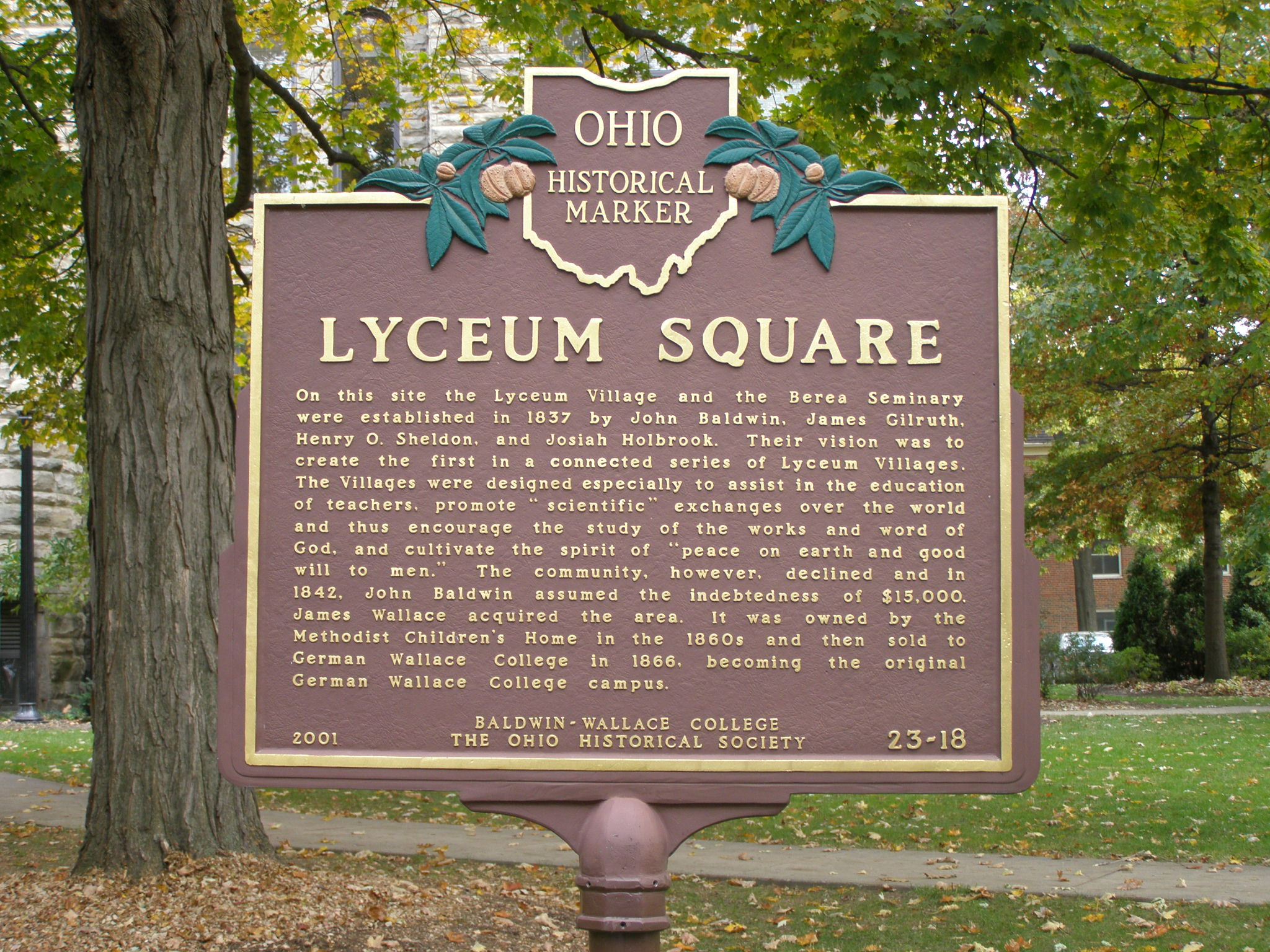
Plaque commémorative de création d'un Lyceum

Le Lyceum movement ou American Lyceum Movement est un mouvement américain qui a développé des programmes d'éducation et de divertissement ayant pour but la formation des couches populaires et la promotion des droits civiques. Ce mouvement a prospéré à partir de 1826, en particulier dans le nord-est et le centre-ouest des États-Unis. Certains de ces Lyceums continuent leurs activités au XXIe siècle.

## Historique
L’American Lyceum Movement, est une réponse aux aspirations populaires à bénéficier d'une éducation des adultes pour ceux et celles qui ne pouvaient pas entrer dans des high schools et universités du fait soit de l’éloignement géographique, soit des coûts financiers. Des érudits, des auteurs, tels que Ralph Waldo Emerson, Henry David Thoreau, Frederick Douglass, Daniel Webster, Nathaniel Hawthorne, Susan B. Anthony, Elizabeth Cady Stanton, Herman Melville, Margaret Fuller, etc., s'organisent pour donner des conférences (les Lyceum Lectures) au sein des différents Lyceums. Les Lyceums deviendront des lieux d'apprentissage pour les Américains désireux d’engagement civique.

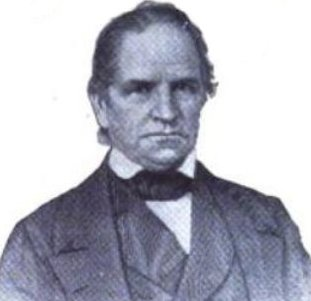
Portrait de Josiah Holbrook, fondateur du Lyceum movement

En 1826, Josiah Holbrook, un enseignant diplômé de Yale et scientifique amateur, fonde le premier Lyceum (du nom grec de l'allée Lukeion - Lycée - Λύκειον / Lúkeion où Aristote dispensait son enseignement) à Millbury (Massachusetts). Le succès est immédiat, différents Lyceums s'ouvrent dans d'autres villes de la Nouvelle-Angleterre. En l'espace de deux ans, près de cent Lyceums sont créés dans les États de la côte de l'Atlantique des États-Unis.
Les matières dispensées comprennent la philosophie, la littérature, l'art et les sciences. Les enseignants / conférenciers sont aussi bien des hommes que des femmes. Avec le temps, les Lyceums donneront également des concerts de musique et des représentations théâtrales.
Les Lyceums seront les premiers établissements à recevoir les Afro-Américains, à dispenser un enseignement de type universitaire aux femmes. De nombreuses figures du féminisme,, et des droits civiques sortiront des Lyceums.
L'enseignement de type universaliste et humaniste attirera des membres de l'église unitarienne, du transcendantalisme et de la franc-maçonnerie de rites christiques. Les interactions entre ces mouvements et le « Lyceum movement » sont complexes, poreuses, et il est difficile de savoir qui influence qui, certains des conférenciers ayant des appartenances multiples (par exemple Ralph Waldo Emerson était à la fois un unitarien et un transcendantaliste), les points communs étant les valeurs de l'humanisme universaliste.
En 1838, Abraham Lincoln donnera une conférence au Lyceum de Springfield dans l'Illinois.